# Elizabeth Debicki

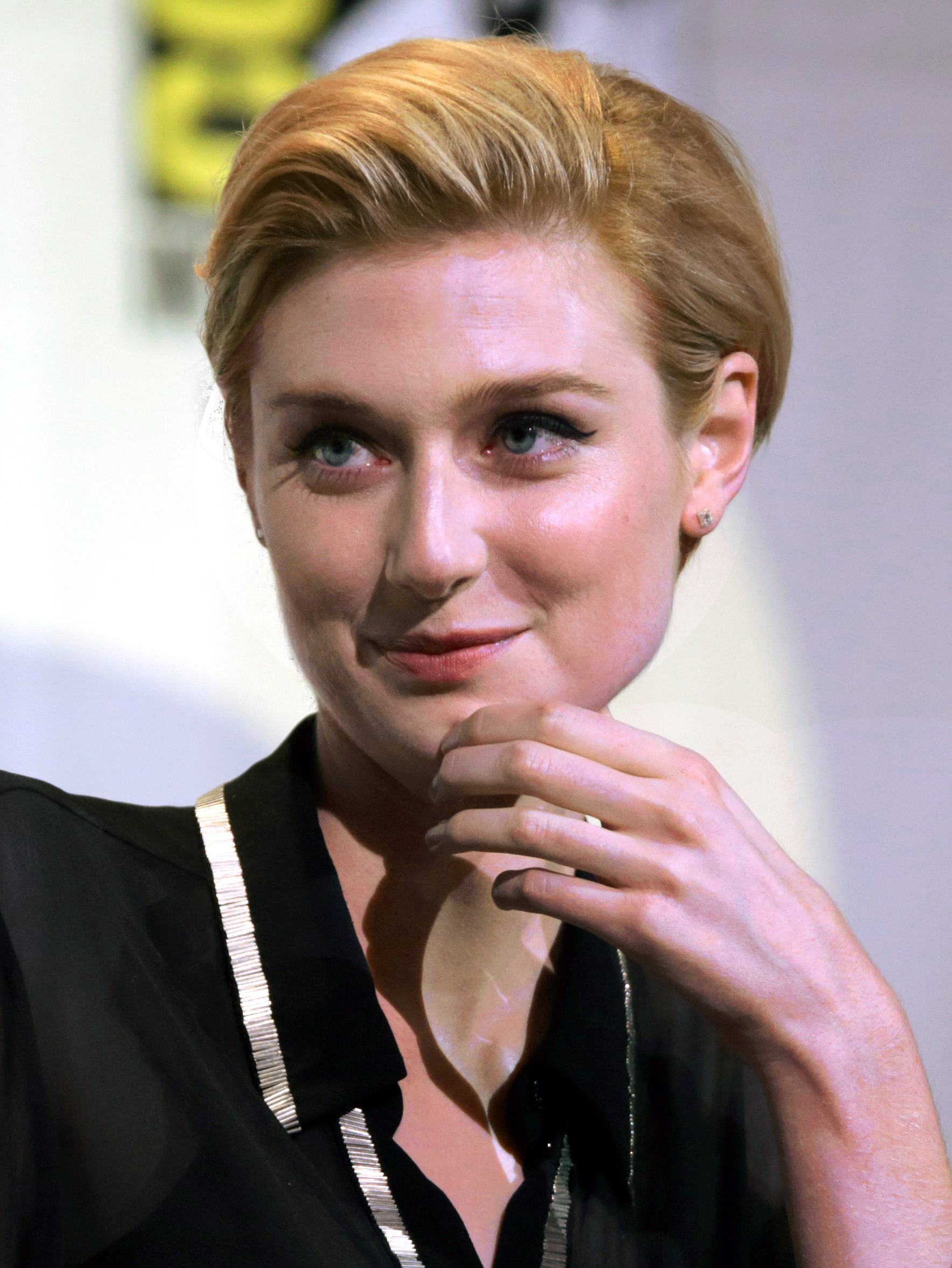
Elizabeth Debicki auf der San Diego Comic-Con International (2016)

Elizabeth Debicki (* 24. August 1990 in Paris) ist eine australische Schauspielerin.

## Leben und Karriere
Debicki wurde in Paris als älteste Tochter eines polnischen Vaters und einer australischen Mutter geboren. Als sie fünf Jahre alt war, zog die Familie nach Melbourne. Am Victorian College of the Arts der Universität Melbourne machte sie 2010 einen Abschluss in Englisch und Schauspiel.
Ihre erste Filmrolle hatte Debicki 2011 in der australisch-britischen Filmkomödie Die Trauzeugen als Maureen. Kurz nach ihrem Universitätsabschluss schickte sie ein Demotape an Baz Luhrmann für eine Rolle in seinem Film Der große Gatsby. Nach dem Vorsprechen in Los Angeles wurde sie im Mai 2011 als Besetzung der Jordan Baker in dem Film angekündigt.
2017 übernahm sie in der Comic-Verfilmung Guardians of the Galaxy Vol. 2 die Rolle der Ayesha.
Neben ihrer Tätigkeit als Filmschauspielerin war sie auch schon in Theaterproduktionen in Melbourne und Sydney zu sehen.
2018 wurde sie in die Academy of Motion Picture Arts and Sciences aufgenommen, die jährlich die Oscars vergibt.
Im Spätsommer 2020 wurde bekannt, dass Debicki in den finalen Staffeln fünf und sechs der britischen Serie The Crown den Part der Diana, Princess of Wales übernehmen soll. Dieser war in der vierten Staffel durch Emma Corrin eingeführt worden. Für ihre Rolle wurde sie 2023 für den Golden Globe als Beste Nebendarstellerin – Drama- oder Komödien-/Musical-Serie nominiert.

## Filmografie (Auswahl)

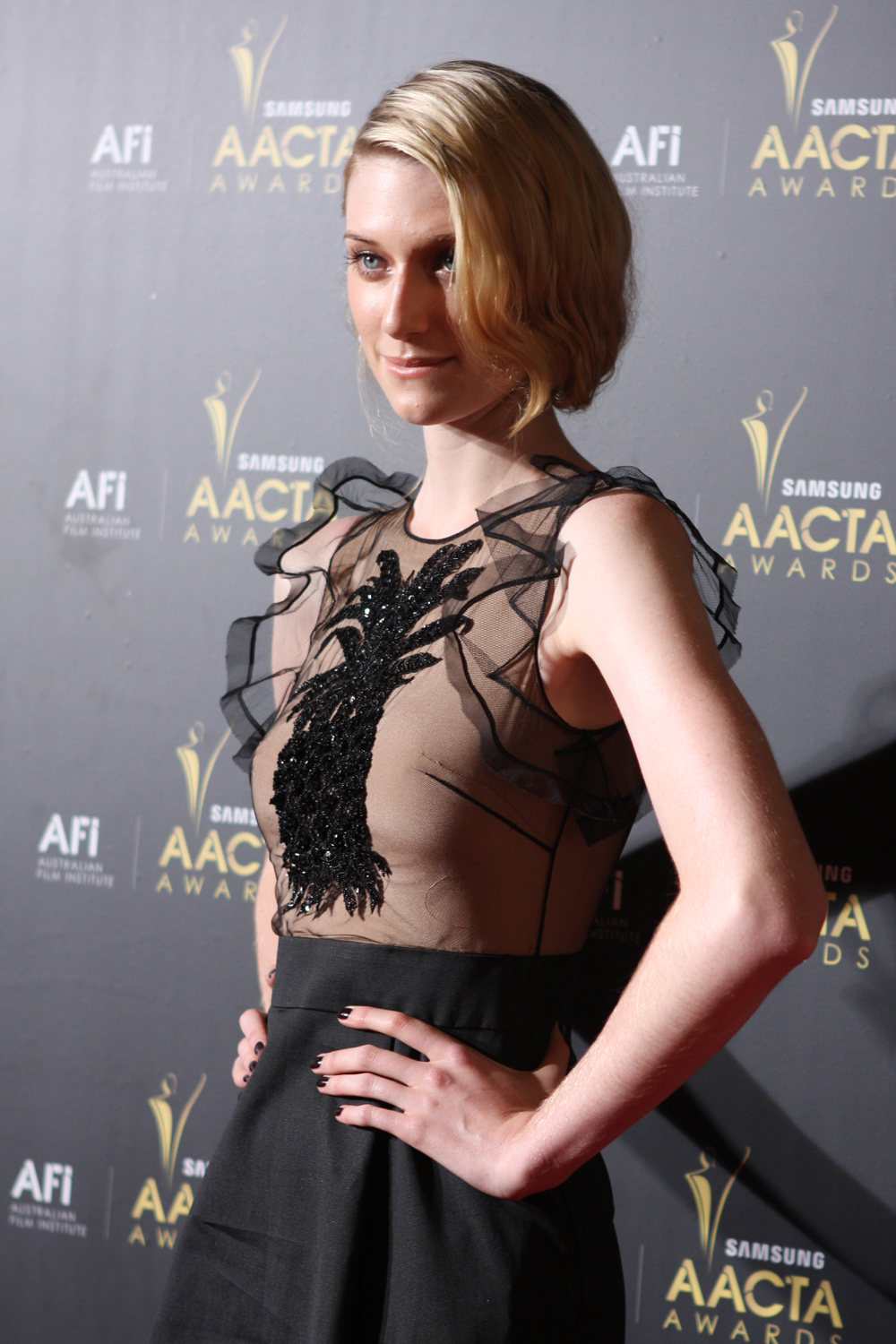
Elizabeth Debicki bei den AACTA Awards 2012

- 2011: Die Trauzeugen (A Few Best Men)
- 2013: Der große Gatsby (The Great Gatsby)
- 2015: Macbeth
- 2015: Codename U.N.C.L.E. (The Man from U.N.C.L.E.)
- 2015: Everest
- 2016: The Kettering Incident (Fernsehserie, 8 Episoden)
- 2016: The Night Manager (Fernsehserie, 6 Episoden)
- 2017: Guardians of the Galaxy Vol. 2
- 2017: Breath
- 2018: The Tale – Die Erinnerung (The Tale)
- 2018: The Cloverfield Paradox
- 2018: Peter Hase (Peter Rabbit)
- 2018: Widows – Tödliche Witwen (Widows)
- 2018: Vita & Virginia
- 2019: The Burnt Orange Heresy
- 2020: Tenet
- 2021: Peter Hase 2 – Ein Hase macht sich vom Acker (Peter Rabbit 2: The Runaway) (Stimme)
- 2022–2023: The Crown (Fernsehserie, 15 Folgen)
- 2023: Guardians of the Galaxy Vol. 3
- 2024: MaXXXine

## Auszeichnungen
- 2016: Critics’ Choice Television Awards: Nominierung als Beste Nebendarstellerin in einem Fernsehfilm oder einer Miniserie für The Night Manager
- 2019: British Independent Film Awards: Nominierung als Beste Nebendarstellerin für Vita & Virginia
- 2023: Golden Globe: Nominierung als Beste Nebendarstellerin – Drama- oder Komödien-/Musical-Serie für The Crown
- 2023: Emmy: Nominierung als Beste Nebendarstellerin in einer Dramaserie für The Crown
- 2024: Golden Globe: Auszeichnung als Beste Nebendarstellerin – Serie, Mini-Serie oder TV-Film für The Crown